# 長谷川光基
長谷川 光基（はせがわ こうき、1999年4月27日 - ）は、東京都出身のサッカー選手。J3リーグ・ギラヴァンツ北九州所属。ポジションはDF。

## 略歴
中学・高校時代はFC東京の下部組織に在籍していた。U-18チームに所属していた2016年にはクラブユース選手権とJユースカップの2冠を達成。翌2017年には2種登録選手としてトップチームに登録され、J3リーグのFC東京U-23で20試合出場・1得点の成績を残した。また同年の高円宮杯チャンピオンシップでは決勝ゴールを決め、初優勝に貢献した。
しかしながら、トップチームに昇格することは叶わず、高校卒業後は順天堂大学に進学。2021年の天皇杯では2回戦で古巣FC東京との対戦が実現し、同試合にスタメン出場した。2021年12月、2022年シーズンからのギラヴァンツ北九州加入内定が発表された。

## 所属クラブ
- FC春江
- FC東京U-15深川
- FC東京U-18
  - 2017年  FC東京（2種登録選手）
- 順天堂大学
- 2022年 -  ギラヴァンツ北九州

## 個人成績
| 国内大会個人成績 | 国内大会個人成績 | 国内大会個人成績 | 国内大会個人成績 | 国内大会個人成績 | 国内大会個人成績 | 国内大会個人成績 | 国内大会個人成績 | 国内大会個人成績 | 国内大会個人成績 | 国内大会個人成績 | 国内大会個人成績 |
| 年度             | クラブ           | 背番号           | リーグ           | リーグ戦         | リーグ戦         | リーグ杯         | リーグ杯         | オープン杯       | オープン杯       | 期間通算         | 期間通算         |
| 年度             | クラブ           | 背番号           | リーグ           | 出場             | 得点             | 出場             | 得点             | 出場             | 得点             | 出場             | 得点             |
| 日本             | 日本             | 日本             | 日本             | リーグ戦         | リーグ戦         | リーグ杯         | リーグ杯         | 天皇杯           | 天皇杯           | 期間通算         | 期間通算         |
| ---------------- | ---------------- | ---------------- | ---------------- | ---------------- | ---------------- | ---------------- | ---------------- | ---------------- | ---------------- | ---------------- | ---------------- |
| 2017             | F東23            | 49               | J3               | 20               | 1                | -                | -                | -                | -                | 20               | 1                |
| 2021             | 順大             | 4                | -                | -                | -                | -                | -                | 3                | 0                | 3                | 0                |
| 2022             | 北九州           | 20               | J3               | 3                | 0                | -                | -                | 0                | 0                | 3                | 0                |
| 2023             | 北九州           | 20               | J3               | 25               | 0                | -                | -                | 2                | 0                | 27               | 0                |
| 2024             | 北九州           | 4                | J3               | 15               | 1                | 1                | 0                | 2                | 0                | 18               | 1                |
| 2025             | 北九州           | 4                | J3               |                  |                  |                  |                  |                  |                  |                  |                  |
| 通算             | 日本             | 日本             | J3               | 63               | 2                | 1                | 0                | 4                | 0                | 68               | 2                |
| 通算             | 日本             | 日本             | 他               | -                | -                | -                | -                | 3                | 0                | 3                | 0                |
| 総通算           | 総通算           | 総通算           | 総通算           | 63               | 2                | 1                | 0                | 7                | 0                | 71               | 2                |

- Jリーグ初出場 - 2017年3月12日 J3リーグ第1節 対カターレ富山戦（江東区夢の島競技場）
- Jリーグ初得点 - 2017年7月22日 J3リーグ第18節 対ギラヴァンツ北九州戦（味の素フィールド西が丘）
- 2017年は2種登録選手。

## タイトル

### クラブ
FC東京U-15深川
- 高円宮杯 JFA 全日本U-15サッカー選手権大会（2014年）

FC東京U-18
- 日本クラブユースサッカー選手権 (U-18)大会（2016年、2017年）
- 高円宮杯U-18サッカーリーグ プレミアリーグEAST（2017年）
- 高円宮杯U-18サッカーリーグ チャンピオンシップ（2017年）